# Tevenenova teorema
Tevenenova teorema ilustruje sledeće tvrdnje o električnim kolima: 
- Svaka linearna električna mreža sa naponskim i strujnim izvorom i samo otpornicima može da se zameni na priključcima A-B ekvivalentnom otpornošću Rth koja je povezana redno.
- Ovaj ekvivalentan napon Vth je napon koji se dobija na priključcima A-B električnog kola ukoliko oni nisu povezani na druge izvore ili potrošače.
- Ovaj ekvivalentan otpor Rth je otpor koji se dobija na priključcima A-B električnog kola, tako što se svi strujni izvori ostave nepovezanim a svi naponski izvori predstave kratkim spojem.

Za naizmenična kola, teorema može da se koristi za reaktivnu snagu, impedansu i rezistanse.
Do teoreme su nezavisno došli nemački naučnik Herman fon Helmholc 1853, godine i 1883, godine Leon Šarl Tevenen, inženjer elektrotehnike zajedno sa Francuskom nacionalnom telegrafskom organizacijom.
Tevenenova teorema i njoj slična Nortonova teorema, se često koriste u analizi električnih kola kako bi se ista uprostila, kao i za proučavanje početnih stanja i odziva na promene. Tevenenova teorema može da se koristi kako bi se pretvorilo bilo koje električno kolo sa svojim izvorima i impedansama u Tevenenov generator. Korišćenje ove teoreme može biti u nekim slučajevima mnogo pogodnije od Kirhofovih zakona.

## Izračunavanje Tevenenovog ekvivalentnog električnog kola
Da bi se izračunalo ekvivalentno električno kolo, potrebni su otpori i naponi, tako da su potrebne dve jednačine. Do ovih jednačina se uobičajeni dolazi prateći sledeće korake, ali je moguće do istih doći i drugim stanjima koja se primene na priključke električnog kola.
1. Izračunati izlazni napon, VAB, gde je uslov da na priključke kola ne deluje nikakav spoljni otpor (otvoreno kolo). Ovo je napon VTh.
2. Izračunati izlaznu struju, IAB, kada su priključci kola povezani kratkim spojem (otpor 0). RTh je jednako VTh podeljenom sa izračunatom strujom IAB.

Ekvivalentno električno kolo je naponski izvor sa naponom VTh povezan redno sa otporom RTh. 
O koraku 2 može da se razmišlja i drugačije:
2a. Zameniti nezavisne naponske izvore kratkim spojem, i nezavisne strujne izvore otvorenim kolom.
2b. Izračunati otpor između priključaka A i B. Ovo je otpor RTh.
Tevenenov ekvivalentni naponski izvor je napon na izlaznim priključcima originalnog električnog kola. Kada se računa napon Tevenenovog ekvivalentnog naponskog izvora, često se koristi princip naponskog razdelnika, tako što se jedan terminal proglašava za Vout, a drugi se proglašava za nulti potencijal.
Tevenenova ekvivalentna otpornost je otpor koji se meri između priključaka A i B električnog kola. Važno je prvo zameniti sve naponske i strujne izvore njihovim unutrašnjim otpornostima. Za idealne naponske izvore ovo znači da se menjaju sa otporom 0, tj. kratkim spojem. Za idealne strujne izvore ovo znači da ih je potrebno zameniti sa otvorenim kolom (beskonačno veliki otpor). Tada je moguće izračunati otpor na priključcima kola koristeći formule za rednu i paralelnu vezu. Ova metoda je ispravna samo za električna kola sa nezavisnim izvorima. Ako postoje zavisni izvori u kolu, potrebno je koristiti drugu metodu kao npr. povezivanje testnog izvora na priključke A i B i izračunavanje napona na tesnom izvoru ili struje koja kroz njega prolazi.

### Primer
|  |  |  |  |

U primeru, izračunava se ekvivalentni napon:
{\displaystyle V_{\mathrm {Th} }={R_{2}+R_{3} \over (R_{2}+R_{3})+R_{4}}\cdot V_{\mathrm {1} }}
{\displaystyle ={1\,\mathrm {k} \Omega +1\,\mathrm {k} \Omega  \over (1\,\mathrm {k} \Omega +1\,\mathrm {k} \Omega )+2\,\mathrm {k} \Omega }\cdot 15\,\mathrm {V} }
{\displaystyle ={1 \over 2}\cdot 15\,\mathrm {V} =7.5\,\mathrm {V} }
(primetiti da R1 nije uzet u razmatranje, zato što su gornje jednačine računate u stanju otvorenog kola između priključaka A i B, tako da nikakva struja ne prolazi kroz ovaj deo kola, što znači da struja ne prolazi ni kroz otpornik R1 a samim tim ne postoji pad napona na ovoj komponenti)
Izračunavanje ekvivalentne otpornosti:
{\displaystyle R_{\mathrm {Th} }=R_{1}+\left[\left(R_{2}+R_{3}\right)\|R_{4}\right]}
{\displaystyle =1\,\mathrm {k} \Omega +\left[\left(1\,\mathrm {k} \Omega +1\,\mathrm {k} \Omega \right)\|2\,\mathrm {k} \Omega \right]}
{\displaystyle =1\,\mathrm {k} \Omega +\left({1 \over (1\,\mathrm {k} \Omega +1\,\mathrm {k} \Omega )}+{1 \over (2\,\mathrm {k} \Omega )}\right)^{-1}=2\,\mathrm {k} \Omega .}

## Konverzija u Nortonovo ekvivalentno električno kolo
Nortonova teorema je povezana sa Tevenenovom na sledeći način:
{\displaystyle R_{\mathrm {Th} }=R_{\mathrm {No} }\!}
{\displaystyle V_{\mathrm {Th} }=I_{\mathrm {No} }R_{\mathrm {No} }\!}
{\displaystyle I_{\mathrm {No} }=V_{\mathrm {Th} }/R_{\mathrm {Th} }.\!}

## Praktična ograničenja
- Mnoga, ako ne i sva električna kola su linearna samo za skup određenih vrednosti , tako da je Tevenenovo ekvivalentno električno kolo ispravno samo na ovom linearnom području ali ne i izvan njega.
- Tevenenovo ekvivalentno električno kolo ima ekvivalentu strujno naponsku karakteristiku samo sa stanovišta nekog opterećenja na kolo.
- Disipirana snaga ekvivalentnog Tevenenovog električnog kola ne mora da odgovara disipaciji stvarnog električnog kola. Ali snaga koja se disipira u vidu toplote sa spoljno povezanog otpornika na priključke kola je ista nezavisno od topologije originalnog električnog kola.

## Dokaz teoreme
Dokaz se sastoji iz dva koraka. Prvo koristiti teoremu superpozicije da bi se došlo do rešenja, a zatim koristiti teoremu jedinstvenosti, da bi se pokazalo da je rešenje jedinstveno. Drugi korak se uglavnom podrazumeva. Prvo, koristeći teoremu superpozicije, uopšteno za svaku električno kolo u obliku "crne kutije" koje sadrži naponske izvore i otpornike,zapisati napone kao linearnu funkciju od odgovarajućih struja 
{\displaystyle V=V_{\mathrm {Eq} }-Z_{\mathrm {Eq} }I\!}
gde prvi član odražava linearnu sumu doprinosa od svakog naponskog izvora, dok drugi član predstavlja meru svih doprinosa otpornika. Argument iznad nastaje iz razloga što je napon crne kutije za zadatu struju {\displaystyle I} identičan linearnoj superpoziciji rešenja sledećih problema: (1)Ostaviti crnu kutiju nepovezanom i uključivati jedan po jedan naponski izvor, (2) Napraviti kratak spoj svih naponskih izvora, ali napajati kolo nekim idealnim naponskim izvorom tako da je rezultujuća struja jednaka tačno {\displaystyle I} (ili idealnim strujnim izvorom struje {\displaystyle I}). Kada se napiše gornji izraz, lako je pokazati da su {\displaystyle V_{\mathrm {Eq} }} i {\displaystyle Z_{\mathrm {Eq} }} jedini naponski izvor i otpornik koji se razmatraju.

## Literatura
- Javid, Mansour; Brenner, Egon (1959). „Chapter 12 - Network Functions”. Analysis of Electric Circuits. McGraw-Hill. стр. 268—269.
- Brittain, J.E. (1990). „Thevenin's theorem”. IEEE Spectrum. 27 (3): 42. doi:10.1109/6.48845. Приступљено 1. 2. 2013.
- Dorf, Richard C.; Svoboda, James A. (2010). „Chapter 5 - Circuit Theorems”. Introduction to Electric Circuits (8th изд.). Hoboken, NJ: John Wiley & Sons. стр. 162—207. ISBN 978-0-470-52157-1. Архивирано из оригинала 30. 04. 2012. г. Приступљено 10. 11. 2013.
- Dwight, Herbert B. (1949). „Sec. 2 - Electric and Magnetic Circuits”.  Ур.: Knowlton, A.E. Standard Handbook for Electrical Engineers (8th изд.). McGraw-Hill. стр. 26.
- Elgerd, Olle I. (2007). „Chapter 10, Energy System Transients - Surge Phenomena and Symmetrical Fault Analysis”. Electric Energy Systems Theory: An Introduction. Tata McGraw-Hill. стр. 402—429. ISBN 978-0070192300.
- Helmhotz, H. (1853). „Über einige Gesetze der Vertheilung elektrischer Ströme in körperlichen Leitern mit Anwendung auf die thierisch-elektrischen Versuche (Some laws concerning the distribution of electrical currents in conductors with applications to experiments on animal electricity)”. Annalen der Physik und Chemie. 89 (6): 211—233.
- Johnson, D.H. (2003a). „Origins of the equivalent circuit concept: the voltage-source equivalent” (PDF). Proceedings of the IEEE. 91 (4): 636—640. doi:10.1109/JPROC.2003.811716.
- Johnson, D.H. (2003b). „Origins of the equivalent circuit concept: the current-source equivalent” (PDF). Proceedings of the IEEE. 91 (5): 817—821. doi:10.1109/JPROC.2003.811795.
- Thévenin, L. (1883a). „Extension de la loi d’Ohm aux circuits électromoteurs complexes (Extension of Ohm’s law to complex electromotive circuits)”. Annales Télégraphiques. 3e series. 10: 222—224.
- Thévenin, L. (1883b). „Sur un nouveau théorème d'électricité dynamique (On a new theorem of dynamic electricity)”. Comptes rendus hebdomadaires des séances de l'Académie des Sciences. 97: 159—161.
- Wenner, F. (1926). „"Sci. Paper S531, A principle governing the distribution of current in systems of linear conductors"”. Washington, D.C.: Bureau of Standards.

## Spoljašnje veze
- [http://www.tedpavlic.com/teaching/osu/ece209/support/circuits_sys_review.pdf